# Marsannay-le-Bois
Pour l’article homonyme, voir Marsannay-la-Côte.
Marsannay-le-Bois est une commune française située dans le département de la Côte-d'Or, en région Bourgogne-Franche-Comté.

## Géographie
Marsannay-le-Bois est un village situé à 15 km au nord de Dijon, en direction de Langres, tout au début du plateau de Langres.

### Climat
Pour des articles plus généraux, voir Climat de la Bourgogne-Franche-Comté et Climat de la Côte-d'Or.
En 2010, le climat de la commune est de type climat des marges montargnardes, selon une étude du Centre national de la recherche scientifique s'appuyant sur une série de données couvrant la période 1971-2000. En 2020, Météo-France publie une typologie des climats de la France métropolitaine dans laquelle la commune est exposée à un climat océanique altéré et est dans la région climatique  Bourgogne, vallée de la Saône, caractérisée par un bon ensoleillement (1 900 h/an), un été chaud (18,5 °C), un air sec au printemps et en été et des vents faibles. 
Pour la période 1971-2000, la température annuelle moyenne est de 10 °C, avec une amplitude thermique annuelle de 17 °C. Le cumul annuel moyen de précipitations est de 875 mm, avec 11,8 jours de précipitations en janvier et 7,9 jours en juillet. Pour la période 1991-2020, la température moyenne annuelle observée sur la station météorologique de Météo-France la plus proche, « Dijon Toison », sur la commune de Dijon à 14 km à vol d'oiseau, est de 11,5 °C et le cumul annuel moyen de précipitations est de 771,8 mm,. Pour l'avenir, les paramètres climatiques de la commune estimés pour 2050 selon différents scénarios d'émission de gaz à effet de serre sont consultables sur un site dédié publié par Météo-France en novembre 2022.

## Urbanisme

### Typologie
Au 1er janvier 2024, Marsannay-le-Bois est catégorisée commune rurale à habitat dispersé, selon la nouvelle grille communale de densité à 7 niveaux définie par l'Insee en 2022.
Elle est située hors unité urbaine. Par ailleurs la commune fait partie de l'aire d'attraction de Dijon, dont elle est une commune de la couronne,. Cette aire, qui regroupe 333 communes, est catégorisée dans les aires de 200 000 à moins de 700 000 habitants,.

### Occupation des sols
L'occupation des sols de la commune, telle qu'elle ressort de la base de données européenne d’occupation biophysique des sols Corine Land Cover (CLC), est marquée par l'importance des territoires agricoles (86,9 % en 2018), une proportion sensiblement équivalente à celle de 1990 (87,6 %). La répartition détaillée en 2018 est la suivante : terres arables (84,3 %), forêts (5,7 %), zones urbanisées (5,2 %), zones agricoles hétérogènes (2,7 %), mines, décharges et chantiers (2,2 %). L'évolution de l’occupation des sols de la commune et de ses infrastructures peut être observée sur les différentes représentations cartographiques du territoire : la carte de Cassini (XVIIIe siècle), la carte d'état-major (1820-1866) et les cartes ou photos aériennes de l'IGN pour la période actuelle (1950 à aujourd'hui).

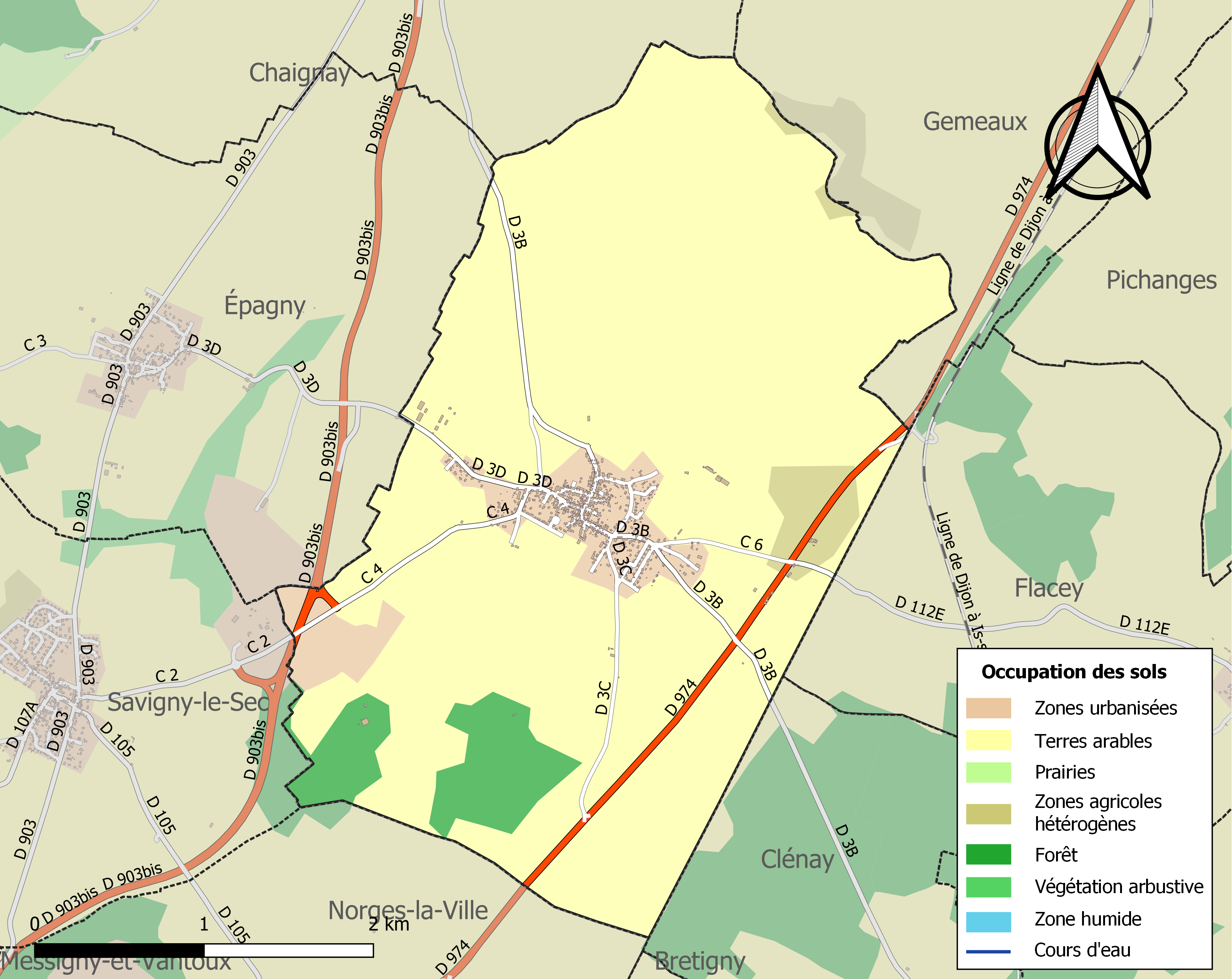
Carte des infrastructures et de l'occupation des sols de la commune en 2018 (CLC).

## Histoire
À proximité de Marsannay-le-Bois, passe une voie romaine qui reliait Langres à Dijon. Des vestiges de cette ancienne via romana sont encore visibles depuis la route de Clenay.

## Politique et administration
| Période                                  | Période  | Identité            | Étiquette | Qualité                                              |
| ---------------------------------------- | -------- | ------------------- | --------- | ---------------------------------------------------- |
| 1970                                     |          | M. Marius Poitout   |           | Agriculteur                                          |
| 1977                                     | 1995     | M. Louis DESCHAMPS  |           |                                                      |
|                                          |          | M. VERMESSE         |           |                                                      |
| 2001                                     | 2014     | M. Pierre Bézian    |           | Agent des Douanes                                    |
| 2014                                     | En cours | M. Christophe Monot |           | Agriculteur, Vice-Président de la COVATI (2014-2026) |
| Les données manquantes sont à compléter. |          |                     |           |                                                      |

## Démographie
L'évolution du nombre d'habitants est connue à travers les recensements de la population effectués dans la commune depuis 1793. Pour les communes de moins de 10 000 habitants, une enquête de recensement portant sur toute la population est réalisée tous les cinq ans, les populations de référence des années intermédiaires étant quant à elles estimées par interpolation ou extrapolation. Pour la commune, le premier recensement exhaustif entrant dans le cadre du nouveau dispositif a été réalisé en 2007.

En 2022, la commune comptait 842 habitants, en évolution de +0,72 % par rapport à 2016 (Côte-d'Or : +0,82 %, France hors Mayotte : +2,11 %).
| 1793 | 1800 | 1806 | 1821 | 1831 | 1836 | 1841 | 1846 | 1851 |
| ---- | ---- | ---- | ---- | ---- | ---- | ---- | ---- | ---- |
| 610  | 652  | 634  | 604  | 616  | 646  | 623  | 606  | 602  |

| 1856 | 1861 | 1866 | 1872 | 1876 | 1881 | 1886 | 1891 | 1896 |
| ---- | ---- | ---- | ---- | ---- | ---- | ---- | ---- | ---- |
| 613  | 584  | 603  | 484  | 498  | 518  | 482  | 460  | 441  |

| 1901 | 1906 | 1911 | 1921 | 1926 | 1931 | 1936 | 1946 | 1954 |
| ---- | ---- | ---- | ---- | ---- | ---- | ---- | ---- | ---- |
| 408  | 389  | 373  | 300  | 287  | 272  | 298  | 289  | 347  |

| 1962 | 1968 | 1975 | 1982 | 1990 | 1999 | 2006 | 2007 | 2012 |
| ---- | ---- | ---- | ---- | ---- | ---- | ---- | ---- | ---- |
| 324  | 311  | 453  | 522  | 592  | 673  | 718  | 725  | 823  |

| 2017 | 2022 | - | - | - | - | - | - | - |
| ---- | ---- | - | - | - | - | - | - | - |
| 840  | 842  | - | - | - | - | - | - | - |

## Lieux et monuments
- Église avec sa sculpture de cochon sur un des contreforts[16], visible depuis la rue de l'Orme.
- Le trou de gueux, une source intermittente à gros débit[16].
- Calvaire de pierre, connu sous le nom de « Croix Chapluet »[17].

## Héraldique
| Blason de Marsannay-le-Bois | Blason  | Coupé ondé : au 1er d'argent à trois arbres de tanné, feuillés de sinople, posés sur une terrasse formée de quatre devises ondées de sinople, d'argent, d'azur et d'argent, au 2e de gueules à trois bandes d'argent au quadrilobe de sinople liseré d'argent brochant sur le tout, à la bordure de sinople. |
| Blason de Marsannay-le-Bois | Détails | Le statut officiel du blason reste à déterminer. |